# Schaatsklassement
Een schaatsklassement is bij het langebaanschaatsen de benaming voor een klassement dat opgemaakt wordt over meerdere afstanden. Dit kunnen de afstanden zijn die verreden worden tijdens een allroundtoernooi of een sprinttoernooi, maar ook bijvoorbeeld de afstanden die meetellen bij het opstellen van de Adelskalender. In dat laatste geval wordt het klassement opgemaakt op basis van de persoonlijke records per afstand.
Uit de tijd die per afstand gereden is wordt een puntenaantal berekend, door de gereden tijd terug te rekenen naar de gemiddelde tijd in seconden over 500 meter, met een nauwkeurigheid van 3 decimalen, het vierde cijfer achter de komma buiten beschouwing latend (niet afronden). Dit komt erop neer dat de tijd voor de 1500 meter wordt gedeeld door 3, de tijd van de 5000 meter wordt gedeeld door 10, enzovoorts.
De leider van het klassement is degene met het kleinste aantal punten.
Twee voorbeelden: 
| 500m:                                       | 37,98 =    | 37,98 s  | gedeeld door 1  | = 37,980 punten |
| 1500m:                                      | 1.51,29 =  | 111,29 s | gedeeld door 3  | = 37,096 punten |
| 5000m:                                      | 6.34,96 =  | 394,96 s | gedeeld door 10 | = 39,496 punten |
| 10000m:                                     | 13.30,55 = | 810,55 s | gedeeld door 20 | = 40,527 punten |
| totaal                                      | totaal     | totaal   | totaal          | 155,099 punten  |
| De tijden zijn de PR's van Johann Olav Koss |            |          |                 |                 |

| 1e 500m:                                                          | 38,94 =   | 38,94 s | gedeeld door 1 | = 38,940 punten |
| 1e 1000m:                                                         | 1.17,19 = | 77,19 s | gedeeld door 2 | = 38,595 punten |
| 2e 500m:                                                          | 38,94 =   | 38,94 s | gedeeld door 1 | = 38,940 punten |
| 2e 1000m:                                                         | 1.17,56 = | 77,56 s | gedeeld door 2 | = 38,780 punten |
| totaal                                                            | totaal    | totaal  | totaal         | 155,255 punten  |
| De tijden zijn van Marianne Timmer tijdens het WK Sprint van 2004 |           |         |                |                 |